# アラド (ルーマニア)
アラド（ルーマニア語: Arad, /a'rad/、ハンガリー語: Arad, セルビア語： Арад, Arad）は、ルーマニア西部アラド県の都市。県都でもある。ムレシュ川に面する。重要な産業中心地であり、交通の要所であり、ルーマニア正教会の主教座が置かれている。

## 統計
2006年の調査によると、アラドは191,473人の人口があった。ルーマニア人83.66％、ハンガリー人11.94％、ロマ人1.66％、ドイツ人1.52％である。
宗教別で最大の信徒を抱えるのは正教会の72.7％で、次いでカトリック13.1％、バプテスト教会4.5％、ペンテコステ派4.4％、改革派教会3.1％、東方典礼カトリック教会1.1％である。

## 歴史
アラドは11世紀の記録に初めて登場する。1241年にハンガリー王国がモンゴル人侵攻を受けると、防御用要塞が必要とされ、13世紀の半ばにはソイモス、シリア、デズナにおいて石造要塞が建設された。オスマン帝国が1551年にハンガリーからこの地域の支配権を奪い、1699年のカルロヴィッツ条約まで統治した。1699年以後、アラドはハプスブルク家に支配された。1720年のデータによると、市人口はドイツ人世帯177、セルビア人世帯162、ハンガリー人世帯35から構成されていた。
1763年から1783年にかけ、新たな要塞が建てられた。これらの要塞の小ささから、1848年革命（独立戦争とも）の闘争でハンガリー人が並はずれた大きな役割を担ったことを証明している。市内には、独立戦争の記念物からなる美術館がある。
オーストリア帝国軍の将軍ベルガーによって1849年7月終わりまで勇敢に守られたが、アラドはハンガリー反乱側が獲得した。反乱側は革命の後半に本部をアラドに置いた。革命家コシュート・ラヨシュが有名なハンガリー独立を宣言した地は（1849年8月11日）、アラドであった。彼はここで軍の最高位と権力とをギェルゲイ・アルツール（Görgei Artúr）に譲り渡した。
要塞は、シリアでギェルゲイがロシアに降伏したすぐ後にオーストリアが再征服した。今は武器庫として使われている。
オーストリアの将軍ハイナウの命令により、13人の反乱側将軍が1849年10月6日にアラドで処刑された。彼らは『アラドの13犠牲者』として集団で知られ、その時からアラドはハンガリー人にとってのゴルゴタの丘とみなされるようになった。アラド市内の広場の一つは、13犠牲者を記念する像が建っている。
アラドは大きな経済発展を続けた。1834年には、オーストリア皇帝フランツ1世によって帝国自由都市にされている。
アラドゥル・ノウ（ルーマニア語:Aradul Nou / ハンガリー語:Újarad、新アラド）は、アラドの郊外であるムレシュ川の対岸にあり、橋でつながっている。17世紀の対トルコ戦争の最中にアラドゥ・ノウは建てられた。アラドの要塞がトルコによって陥落した後、新たな定住地の核としてできたものである。現在は、アラド市内の一区画となっている。
1910年、アラドは63,166人の人口を抱えていた。73％がハンガリー人、16.2％がルーマニア人、7％がドイツ人であった  。

### 年代記録
- 1028年 - 初めて地名が記録される
- 1078年 - 1081年 - 初めて町の存在が記録される
- 1131年 - ウィーンの年代記挿絵に記載される。
- 1551年 - 1697年 - オスマン帝国支配を受ける
- 1715年 - キリスト教聖職者カミル・ホフリヒ、ドイツ語による最初の学校を設立
- 1765年 - 1783年 - ヴォーバン式の新要塞建設
- 1812年 - トランシルバニア初のルーマニア語教師訓練校設立
- 1817年 - ヒルシュル劇場建設。ルーマニア初の石造劇場
- 1833年 - ヨーロッパで6番目の音楽学校Aradi Zenede創立。
- 1834年 – 帝国自由都市となる
- 1849年10月6日 - 13人のハンガリー反乱側将軍が処刑
- 1890年 - 管弦楽団協会設立
  - 1846年 - フランツ・リスト、アラドで公演
  - 1847年 - ヨハン・シュトラウス2世、アラドで公演
  - 1877年 - パブロ・デ・サラサーテとヘンリク・ヴィエニャフスキが公演
  - 1922年 - ジョルジェ・エネスク公演
  - 1924年 - バルトーク・ベーラ 公演
- 1913年4月10日 – アラド＝ポドゴリア間の電気による鉄道開通。東欧初、また世界で8番目であった。
- 1918年 - ルーマニア国立中央議会の首府となる。トランシルバニアの非公式な首都。
  - 1918年5月 - 政治家ユリウ・マニウ（en:Iuliu Maniu）、ハンガリーからの分離と、ルーマニアとトランシルバニアの統合を表明
- 1937年 – トランシルバニアの最重要の経済中心地となり、ルーマニア第4位の都市となる。
- 1989年 – ルーマニア革命において、ティミショアラに次いで対共産主義政権暴動が発生。
- 1999年 - アラド産業ゾーンが開始される

## 経済
豊富な産業と商業の伝統を持つことから、アラドはルーマニアで最も繁栄する都市の一つである。多くの投資がされ、アラドは経済ブームに湧いている。
衣類・織物製造業、食品製造業、家具製造、自動車部品など製造業が盛んである。

### 街区
チェントル（Centru）,
ミカラカ（Micălaca）,
シェガ（Şega）
アラドゥル・ノウ（Aradul Nou）,
ポルトゥラ（Poltura）,
グラディシュテ（Grădişte）,
ガイ（Gai）,
ブジャク（Bujac）,
スブチェターテ（Subcetate）,
ドラガシャニ（Drăgăşani）,
アルファ（Alfa）,
プルネァーヴァ（Pârneava）,
スンニコラウル・ミク（Sânnicolaul Mic）,
カダシュ（Cadaş）,
アウレル・ヴライク（Aurel Vlaicu）,

### 交通
アラドはヨーロッパ横断道の最重要地点であり、ルーマニア西部における鉄道輸送の接合点である。アラドのダウンタウンから4キロ離れた場所にあるアラド国際空港には、貨物ターミナルがある。
- アラド市電

## 観光

### 歴史的建造物

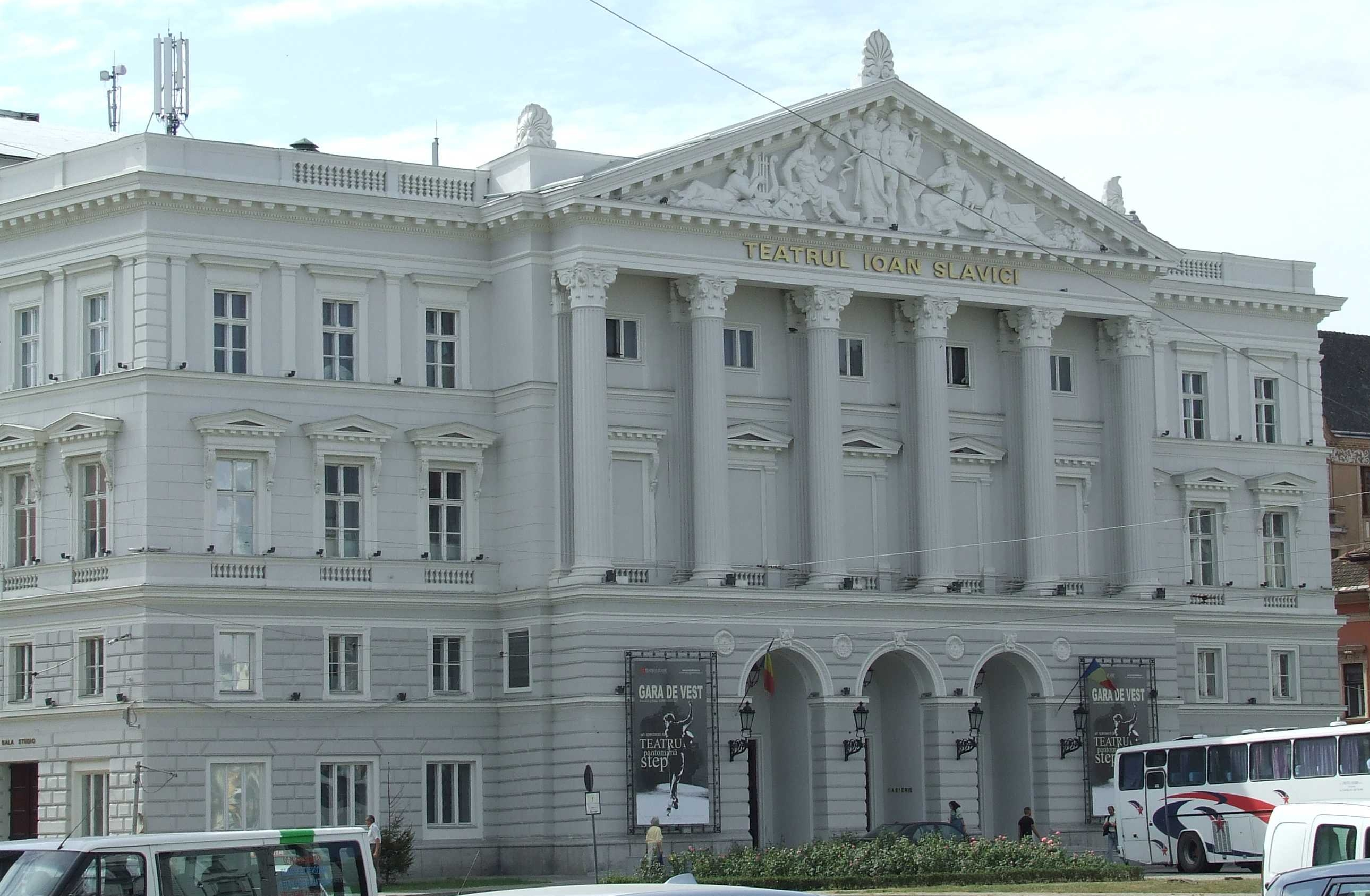
イオアン・スラヴィチ古典劇場

- アラドの要塞都市　-　18世紀半ばに建てられたヴォーバン式要塞。かつては刑務所として使われたこともある
- 行政官官邸　-　1874年完成。ルネサンス様式建築
- イオアン・スラヴィチ古典劇場（Ioan Slavici Classical Theatre）　-　1874年建設。新古典主義建築
- ノイマン邸　-　1891年建設。折衷主義
- セナド邸　-　1894年建設。折衷主義と新古典主義建築
- 国立銀行　-　1906年建設。新古典主義建築
- ボフシュ邸（Bohuş Palace）　-　1910年建設。ウィーン分離派。アラド初の鉄筋コンクリート建築。
- サンタイ邸（Szantay Palace）　-　1911年建設。ウィーン分離派
- 文化宮殿　-　1913年建設。新古典主義建築、ゴシック建築、ルネサンス建築、ギリシア建築
- クロシュチャ通り（Cloşca Street）　-　ウィーン分離派
- 高等教師訓練校（Clădirea Preparandiei）　-　トランシルバニア出身のルーマニア語教師の学校として初めて建てられた
- 旧劇場　-　1817年建設。ルーマニア最古の石造劇場

### 記念像
- 聖ネポムクのヨハネ像　-　1729年建立。バロック様式
- 三位一体像　-　1738年から1740年の間アラドで流行したペストを記念する

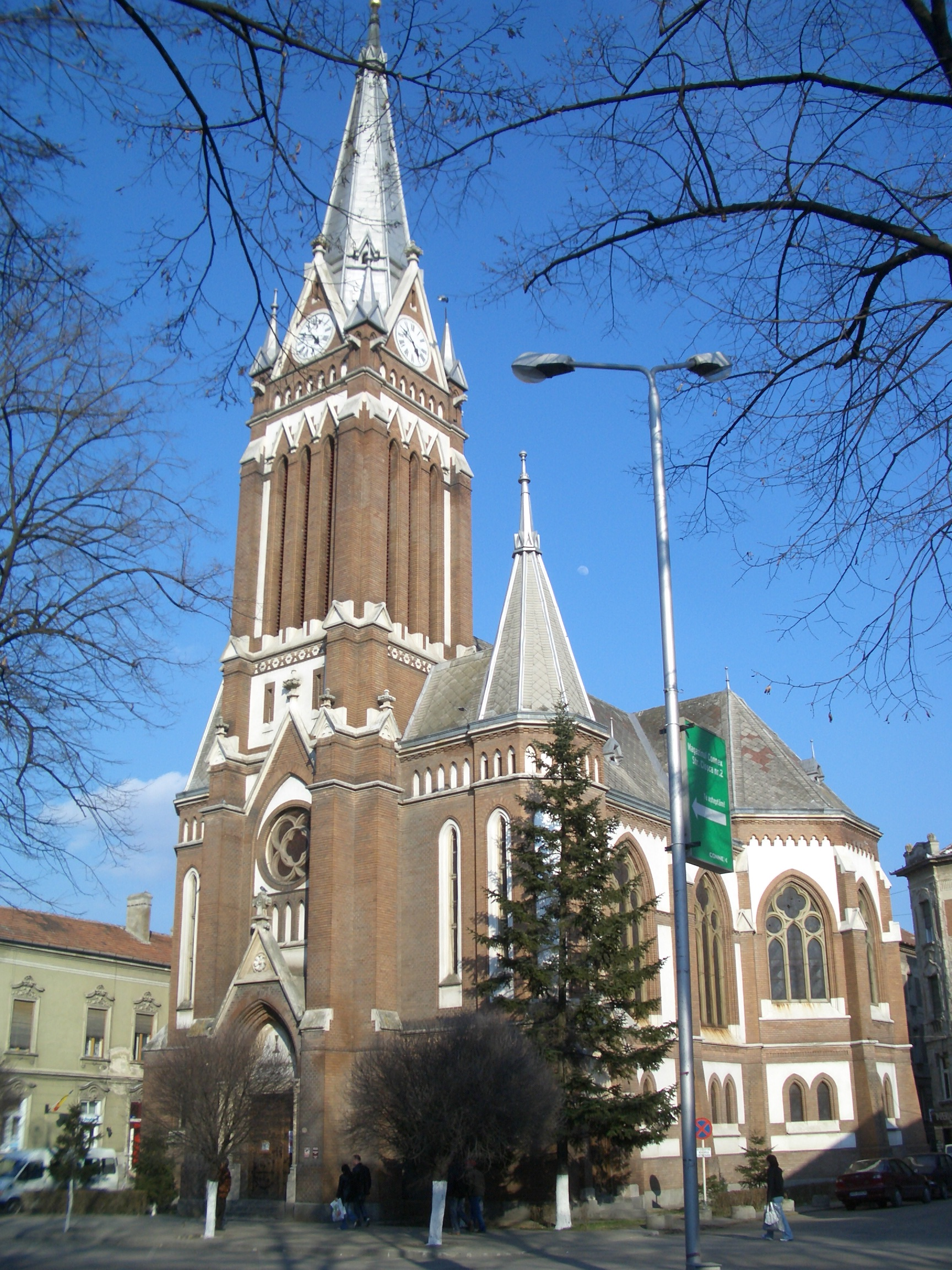
ルーテル会派教会

### 宗教建築
- 聖ペータル・聖パヴレ教会　-　セルビア正教会の教会。初期バロック建築
- 聖シメオン修道院　-　18世紀建設。バロック建築
- 聖パドヴァのアントン教会　-　カトリックの教会。1904年完成。ルネサンス建築
- 洗礼者ヨハネ聖堂　-　1865年に完成したカトリック教会。バロック様式

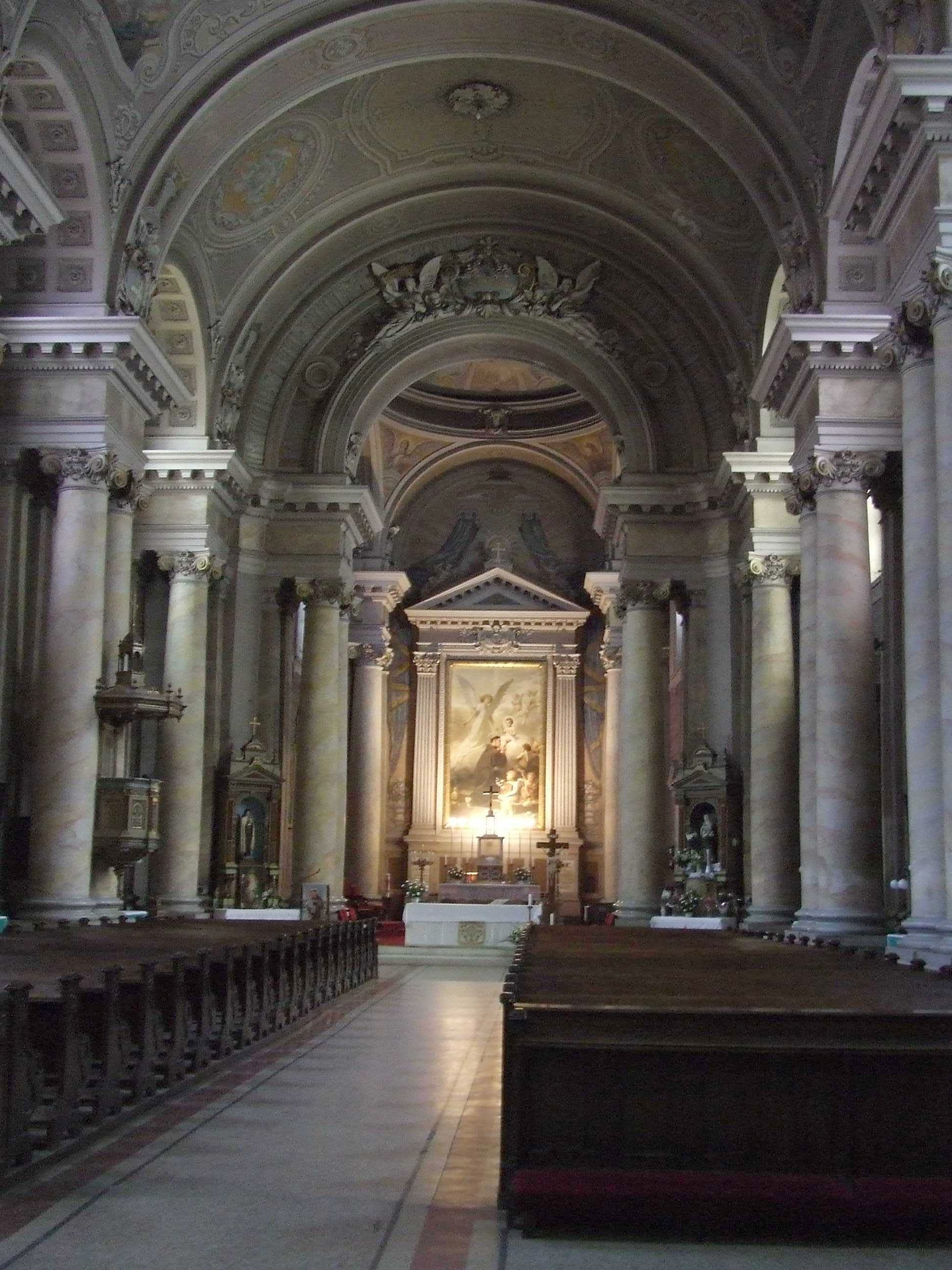
聖パドヴァのアントン教会

- 赤教会　-　ルーテル教会派教会。1906年完成。ゴシック・リヴァイヴァル建築。
- ネオログ・シナゴーグ　-　1834年完成。ギリシャ＝トルコ建築。

## 教育
- ヴァシレ・ゴルディシュ大学（Vasile Goldiş）　-　1990年創立の私立大学
- アウレル・ヴライク大学（Aurel Vlaicu）　-　1991年創立の公立大学

## 姉妹・友好都市

### 姉妹都市
- イスラエル, アトリット
- 中華人民共和国, 撫順市
- ハンガリー, ジューラ
- ハンガリー, ホードメゼーヴァシャールヘイ
- イスラエル, Giv'atayim
- ハンガリー, ペーチ

### 友好都市
- イギリス, カークリーズ
- ドイツ, ディトツィンゲン
- ドイツ, ヴュルツブルク
- スロベニア, トレンチーン
- ハンガリー, タタバーニャ
- セルビア, ズレニャニン

## スポーツ
- FC UTAアラド - 1946年創設のサッカークラブ。過去6度のルーマニア・チャンピオンに輝く。ホームスタジアムはスタディオヌル・フランシスク・ヴォン・ノイマン。

## 参照
- この記事にはアメリカ合衆国内で著作権が消滅した次の百科事典本文を含む: Chisholm, Hugh, ed. (1911). "Arad". Encyclopædia Britannica (英語). Vol. 2 (11th ed.). Cambridge University Press. p. 311-312.